# Sender Koralpe
Der Sender Koralpe ist eine Sendeanlage der Österreichischen Rundfunksender GmbH auf dem Steinschneider, einem 2070 Meter hohen Berg im Gebirgszug Koralpe an der kärntnerisch-steirischen Grenze, nahe der Stadt Wolfsberg. Als Antennenträger dient ein 50 Meter hoher Betonturm.

## Frequenzen und Programme

### Analoger Hörfunk (UKW)
In UKW werden folgende Programme ausgestrahlt:
| Frequenz (MHz) | Programm        | RDS PS                                       | Senderlogo | RDS PI | Regionalisierung | ERP (kW) | Antennendiagramm rund (ND)/gerichtet (D) | Polarisation horizontal (H)/vertikal (V) |
| -------------- | --------------- | -------------------------------------------- | ---------- | ------ | ---------------- | -------- | ---------------------------------------- | ---------------------------------------- |
| 94,5           | Radio Kärnten   | RADIO-K_                                     |            | A502   | Kärnten          | 1,5      | D (190°–250°)                            | H                                        |
| 96,7           | Ö1              | __OE_1__                                     |            | A201   | –                | 1,5      | D (190°–250°)                            | H                                        |
| 99,5           | Hitradio Ö3     | __OE_3__                                     |            | A203   | –                | 1,5      | D (190°–250°)                            | H                                        |
| 102,3          | FM4             | __FM4___                                     |            | A213   | –                | 1,5      | D (190°–250°)                            | H                                        |
| 104,3          | Antenne Kärnten | ANTENNE_/KAERNTEN                            |            | A540   | Kärnten          | 1,5      | D (190°–250°)                            | H                                        |
| 106,8          | Radio Agora     | _radio__/_AGORA__/__RADIO_/__AGORA_/__ORF___ |            | A550   | Kärnten          | 1        | D (190°–250°)                            | H                                        |

### Digitaler Hörfunk (DAB+)
Seit 25. August 2020 wird vom Sender Koralpe der Österreichische Bundesbux nach dem Digitalstandard DAB+ gesendet.
DAB wird in vertikaler Polarisation und im Gleichwellenbetrieb mit anderen Sendern ausgestrahlt.
| Block                     | Programme | ERP (in kW) | Antennen- diagramm rund (ND), gerichtet (D) | Gleichwellennetz (SFN)                                 |
| ------------------------- | --- | ----------- | ------------------------------------------- | ------------------------------------------------------ |
| 6A DAB+ Austria           | DAB-Block des österreichischen Bundesmux: - #Radio ONE (80 kbit/s) - * 88,6 * (72 kbit/s) - Antenne Österreich (72 kbit/s) - arabella HOT (72 kbit/s) - arabella MAGIC (72 kbit/s) - Energy (96 kbit/s) - ERF Süd (40 kbit/s) - jö.live (72 kbit/s) - KLASSIK RADIO (72 kbit/s) - Mein Kinderradio (40 kbit/s) - oe24 Radio (72 kbit/s) - Radio Maria Österreich (72 kbit/s) - Radio Stephansdom Klassik (72 kbit/s) - Rock Antenne (72 kbit/s) - Schlagerradio Flamingo (72 kbit/s) - WELLE 1 (72 kbit/s) - ORS EPG (16 kbit/s Daten) - ORS TPEG (8 kbit/s Daten, geplant) | 2,5         | D (200–350°)                                | - Kärnten: Klagenfurt (Dobratsch), Wolfsberg (Koralpe) |
| 6B MUX III                | - #Radio Rot Weiss Rot (112 kbp/s) - #Super 80s (112 kbp/s) - *SOL* (56 kbp/s) - ARABELLA (72 kbp/s) - Antenne Hit (72 kbp/s) - Flash 90s (72 kbp/s) - Beats Radio (72 kbp/s) - LoungeFM (40 kbp/s) - Inforadio (40 kbp/s) - Musiksender GÖD (72 kbp/s) - Nostalgie (96 kbp/s) - Superfly (72 kbp/s) - Radio VM1 (72 kbp/s) - Radio Bollerwagen (72 kbp/s) - XXXL RADIO (72 kbp/s) - SPI (16 kbp/s Daten) | 5,6         | D (40–120°)                                 | - Kärnten: Klagenfurt (Dobratsch), Wolfsberg (Koralpe) |
| 6D MUX II Stmk/Ktn/Bgld-S | - Antenne Kärnten 72 kbp/s - Antenne Steiermark 72 kbp/s - Grün-Weiß (72 kbp/s) - Radio MediaMarkt (72 kbp/s) - Radio Val Canale (72 kbp/s) - Rock FM (48 kbp/s) - Soundportal (72 kbp/s) | 5,6         | D (40–120°)                                 | - Kärnten: Klagenfurt (Dobratsch), Wolfsberg (Koralpe) |

### Digitales Fernsehen (DVB-T2)
In DVB-T2 werden folgende Programme ausgestrahlt:
| Kanal | Frequenz (in MHz) | Multiplex             | Programme im Multiplex                              | ERP (in kW) | Polarisation horizontal (H) / vertikal (V) | Modulations- verfahren | FEC | Guard- intervall | Bitrate (in MBit/s) | Gleichwellennetz (SFN) |
| ----- | ----------------- | --------------------- | --------------------------------------------------- | ----------- | ------------------------------------------ | ---------------------- | --- | ---------------- | ------------------- | --- |
| 28    | 530               | ORS-Bouquet A Kärnten | - ORF eins - ORF 2 (Kärnten) - ORF 2 (Tirol) - ATV  | 2,5         | H                                          | 16-QAM                 | 3/4 | 1/4              | 14,93               | Wolfsberg (Koralpe), Arriach, Bleiburg, Brückl, Friesach, Gmünd, Guttaring, Hermagor, Bad Kleinkirchheim, Liebenfels, Metnitz, Obervellach, Patergassen, Rennweg, Sankt Veit an der Glan, Sirnitz, Steuerberg, Turrach, Völkermarkt, Weitensfeld, Weißbriach |
| 22    | 482               | ORS-Bouquet B         | - ORF III - ORF SPORT + - 3sat - Puls 4 - Servus TV | 5           | H                                          | 16-QAM                 | 5/6 | 1/4              | 16,59               | Wolfsberg (Koralpe) |

### Analoges Fernsehen (PAL)
Vor der Umstellung auf DVB-T diente der Sendestandort auch für analoges Fernsehen:
| Kanal | Frequenz (MHz) | Programm        | ERP (kW) | Sendediagramm rund (ND)/ gerichtet (D) | Polarisation horizontal (H)/ vertikal (V) |
| ----- | -------------- | --------------- | -------- | -------------------------------------- | ----------------------------------------- |
| 8     | 196,25         | ORF 1           | 2        | D                                      | H                                         |
| 22    | 479,25         | ATV             | 15       | D                                      | H                                         |
| 28    | 527,25         | ORF 2 (Kärnten) | 20       | D                                      | H                                         |